# Dvd (singel)
Dvd – singel polskich raperów Mlodyskiny’ego i schaftera. Został wydany 29 lipca 2018, utwór wyprodukował schafter.

## Teledysk i odbiór
Teledysk został nakręcony na terenie zalewu Zakrzówek. Film zdobył ponad 11,2 miliona wyświetleń w serwisie YouTube (stan na wrzesień 2021). W serwisie streamingowym Spotify, utwór zdobył ponad 8 mln odsłuchań. 20 listopada 2018 piosenkę zaśpiewał dla Radia Kampus Maciej Orłoś.

## Certyfikaty
Singel 22 stycznia 2020 uzyskał status platynowej płyty.